# Kék gém
A kék gém (Egretta caerulea) a madarak (Aves) osztályának a gödényalakúak (Pelecaniformes) rendjébe, ezen belül a gémfélék (Ardeidae) családjába és a gémformák (Ardeinae) alcsaládjába tartozó gázlómadár.

## Rendszertani besorolása
Sorolták az Ardea  nembe Ardea caerulea néven is.

## Előfordulása
Az USA-ban,  Közép-Amerikában, a Karib-térségben, Peruban és Uruguayban él, tavak, szabad vizek mellett.

## Megjelenése
Testhossza 60 centiméter, szárnyfesztávolsága 102 centiméter, testtömege pedig 325 gramm.
|  |  |

## Életmódja
Tavakban, mocsarakban és nádasokban keresi, halakból, férgekből és rovarokból álló táplálékát.

## Szaporodása
Fészekalja 3-7 tojásból áll.